# Vincent-Marie Viénot de Vaublanc
Vincent-Marie Viénot de Vaublanc (Fort Dauphin, Santo Domingo, 1756. március 2. – Párizs, Franciaország, 1845. augusztus 21.), Vaublanc grófja, katolikus és royalista szellemiségű francia politikus, képviselő, belügyminiszter és író volt. Tüzes szónoklatairól, mozgalmas pályájáról és a Francia Akadémia 1816-os, ellentmondásos újjászervezéséről ismert.
Politikai pályafutása során mindvégig monarchista maradt, XVI. Lajos, Paul Barras, I. Napóleon, Artois grófja (a későbbi X. Károly) és végül XVIII. Lajos környezetében egyaránt megfordult. Különféle rendszerek négy alkalommal proskribálták, azonban minden alkalommal sikeresen elmenekült, és vissza tudott térni az élvonalba. Mozgalmas karrierje alatt volt monarchista képviselő a nagy francia forradalom alatt, a terror időszakában menekülnie kellett, Napóleon alatt prefektus lett, XVIII. Lajos pedig belügyminiszterré nevezte ki. Ultraroyalista képviselőként fejezte be életét.

## Élete

### Katonai nevelés azancien régimealatt
A burgundi Viénot de Vaublanc-ok 1697-ben vásároltak maguk számára hivatali nemességet. Vincent-Marie apja, Vivant-François Viénot de Vaublanc (teljes neve: Vivant-François Viénot de Vaublanc de Tronchat) 1752 óta Santo Domingo francia kézen levő területén teljesített szolgálatot, mint a Szent Lajos-erőd parancsnoka Fort-Dauphin-ban (ma Fort-Liberté, Haiti). A tiszt 1754-ben egy helyi nagybirtokos és milíciaparancsnok, Jean Don Perrez lányát, Catherine Perrault-t vette feleségül, és 1756-ban megszületett első gyermekük, akit Vincent-Marie-nak kereszteltek. A fiú hét évig a szigeten nevelkedett a családjával, majd Franciaországba küldték, hogy katonai pályára álljon.
A Prytanée national militaire nevű, La Flèche-i kadétiskolában, majd a párizsi École militaire-ben tanult (1770–1774), és még mielőtt végzett volna, a provence-i gróf, a rendi nagymester – a későbbi XVIII. Lajos – Szent Lázár-renddel tüntette ki.
1776–1782 között a sarre-i ezredben szolgált alhadnagyi rangban, ami La Rochefoucauld herceg vezetése alá tartozott, de ugyanitt szolgált Vaublanc nagybátyja, Charles is alezredesi rangban. Metzben, Rouen-ban és Lille-ben egyaránt szolgált, majd Santo Domingóra hívták, ahova családi ügyek miatt is haza kellett térnie. Ott feleségül vette de Fontenelle kisasszonyt, akitől született egy lánya, majd még 1782-ben visszatért Franciaországba. Itt Melun környékén, Dammarie-lès-Lys-ben vett házat, és rangot is vásárolt hozzá: „a marsalli törvényszék hadnagya”, azaz a nemesi konfliktusok párbajmentes rendezéséért felelős testület alsóbb fokú képviselője lett.
„Munkája” nem vett el sok időt, de a környék előkelőségeivel megismerkedhetett, és ideje jutott a gazdálkodásban, illetve az irodalomban és a művészetekben való elmélyedésre.

Seine-et-Marne megye 1790-ben alkotott címere

### Belépése a politikába

#### Az első helyi funkciók a rendi gyűlés összehívásakor
A forradalom új eszméitől csábítva vetette magát a politikai életbe: a meluni bailliage nemeseihez csatlakozott, Louis-Marthe de Gouy d’Arsy nagybailli vezetése alatt, akik gyülekezetük titkárává nevezték ki. (Ugyanezen testület tagja volt Bougainville, a híres felfedező.) A bizottság feladata volt egy ún. cahier de doléance (kb. „szenvedelmek füzete”, panaszfüzet) összeállítása és eljuttatása, illetve egy képviselő kinevezése a rendi gyűlésbe. Itt Vaublanc Fréteau de Saint Just mellett állt ki, akit meg is választottak képviselővé az alkotmányozó nemzetgyűlésbe. 1790-ben Vaublanc-t a Seine-et-Marne-i megyei tanácsba hívták tagnak, majd elnöknek. Ennek köszönhetően jogában állt a megye igazgatási direktóriuma felett elnökölni.

#### Vesztes küzdelem a jakobinusokkal a Törvényhozó Nemzetgyűlésben
Az Alkotmányozó Nemzetgyűlés feloszlatása után elektori kollégiumok alakultak, hogy új képviselőket válasszanak. Vaublanc a Seine-et-Marne-i kollégium elnöke lett, és 1791. szeptember 1-jén a megye nyolcadik delegáltjaként választották meg a tizenegyes listán a Törvényhozó Nemzetgyűlésbe 345 szavazatból 273-at elnyerve. Azon kevés képviselő közé tartozott, akik rendelkeztek valamiféle politikai tapasztalattal – az ő esetében éppen az Antillákat illetően – az amúgy politikai újoncokat tömörítő testületben, ahová még az alkotmányozó nemzetgyűlés egy tagját sem választották be.

#### AFeuillantinus klubszíneiben
Már az első ülésnapon felszólalt a király másnapi fogadásának rossz körülményei miatt. Ennek köszönhetően 1791. november 3–15 között alelnökké tették (104:92 arányban megelőzve a girondisták vezetőjét, Brissot-t), november 15-étől november 28-áig pedig a nemzetgyűlés elnöke volt.
November 29-én Vaublanc-nak egy üzenetet kellett megfogalmaznia, melyben követelte, hogy a király vonja vissza a nemzetgyűlés november 9-én kiadott, emigrációt tiltó határozata elleni vétóját, amelyben még a német fejedelmeket is megfenyegették, amiért otthont adtak az emigránsok Trierben megalakult hadseregének. A testület olyannyira megelégedett a munkájával, hogy személyesen kellett elvinnie az üzenetet a királynak 24 delegátus társaságában. XVI. Lajos azt válaszolta, hogy komoly megfontolás alá veszi a nemzetgyűlés üzenetét, és néhány napon belül személyesen fogja kihirdetni számára elhatározását ebben a vonatkozásban.
Ez alkalommal Vaublanc ismét hírnevet szerzett magának, amikor azt jelentette a nemzetgyűlésnek, „hogy a király először meghajolt, és mindössze az üdvözletét adta át.” Az anekdota jól jelzi az alkotmányos erő megtántorodását: a Törvényhozó Nemzetgyűlés által birtokolt törvényhozó hatalom szemmel láthatóan elkezdett túlnőni a XVI. Lajos, „a franciák királya” által megtestesített végrehajtói hatalmon.
Vaublanc az alkotmányos monarchisták mellett foglalt állást, és beiratkozott a feuillantinusok közé 263 képviselőtársával – a 745 delegált több, mint egyharmadával – egyetemben. Hamarosan a nemzetgyűlés egyik vezetője lett Jacques Claude Beugnot, Mathieu Dumas vagy François Jaucourt mellett, mivel a korábbi hangadók, így Barnave vagy Lameth, már nem voltak a testület tagjai. Ilyen minőségben hevesen ellenezte a forradalmi kormányzatokat, kifejezve király iránti lojalitását, a refraktárius papokat elnyomó intézkedésekkel és az emigránsok vagyonának elkobzásával szembeni ellenkezését és elítélve az avignoni mészárlásokat. Eközben a viták egyre radikalizálódtak, és a rajtuk részt vevő tömegek mind többször fenyegették őt és egyes képviselőtársait, mint például Charles de Lacretelle-t a lámpaoszlopra való felkötéssel.
Nicolas de Condorcet – Vaublanc kollégája az őt nem sokra becsülő nemzetgyűlésben 1791 során –, azt mondta róla: „Minden gyűlésben akad ezekből a tüzes, üresfejű szónokokból, akik nagy hatást váltanak ki felesleges butaságaikkal.” Brissot a bikameralisták fejének titulálta.

### A monarchia bukása
1792-ben Rochambeau gróf védelmezői közé tartozott, és társaival sikeresen elérték, hogy a Nemzetgyűlés megkegyelmezzen neki.
A nemzetgyűlés többségéhez hasonlóan támogatta a rabszolgaság eltörlését az Antillákon, de a március 20-ai vitán a Santo Domingó-n uralkodó etnikai és társadalmi különbségekből fakadó polgárháborús veszélyre is figyelmeztette azokat a keményvonalas abolicionistákat, akik – mint Brissot – nem voltak tisztában a térség viszonyaival. 1792. április 4-én támogatta azt a törvényt, ami francia állampolgárságot biztosított minden „színesbőrűnek és szabad négernek”. Az április 10-ei ülésen a gyarmati rabszolga-kereskedelem fokozatos megszüntetése mellett tett hitet, követve Dánia és Nagy-Britannia példáját.
1792. május 3-án támogatta Jacques Claude Beugnot javaslatát, ami Marat és Royou abbé vád alá helyezését szorgalmazta, majd május 8-án ezekkel a szavakkal fordult a jakobinusokhoz: „Önök, Uraim, meg akarják menteni az alkotmányt, jóllehet, csak a frakciók és tagjaik elpusztításával képesek erre, csak a jogért harcolva, csak odaveszve vele és érte; kijelentem Önöknek, hogy nem én leszek az utolsó, aki odavész Önökkel a végrehajtásáért; higgyék el, Uraim…”
Június 18-án a Tizenkettők rendkívüli bizottságának tagjává választották, amit Marat javaslatára hoztak létre azzal a feladattal, hogy megvizsgálja Franciaország helyzetét, és javaslatot tegyen az alkotmány, a szabadság és a birodalom megmentése érdekében. Július 30-án lemondott tisztségéről.

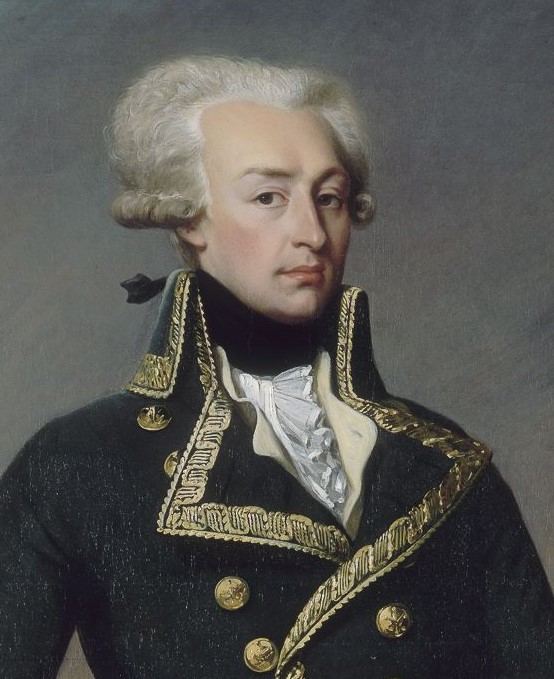
La Fayette márki

#### La Fayette védelme
Június 20-án a tömeg betört a Tuileriák palotájába (Palace des Tuileries), fenyegetve a Habsburg Birodalom és Poroszország ellen kitört háborúban árulónak tekintett király életét. Június 28-án a monarchisták feje, Gilbert du Motier de La Fayette márki Párizsba érkezett, hogy meggyőzze a királyt annak szükségességéről, hogy a hozzá lojális északi hadsereghez meneküljön, átvéve felette a parancsnokságot. Egyúttal a politikai klubok bezárását is el akarta érni, azonban XVI. Lajos ellenállása miatt a nemzeti gárda élén végrehajtott akciója nem járt sikerrel, és a nemzetgyűlés baloldala árulónak kiáltotta ki La Fayette-et. Augusztus 8-án az eseményektől felzaklatott Vaublanc szenvedélyes védőbeszédet mondott a testületben és az utcákon domináns jakobinusok hangos ellenállása ellenére az alkotmánysértéssel megvádolni tervezett hadvezér érdekében a nemzetgyűlésben. Quatremère de Quincy segítségével – saját szavai szerint – 200 semleges képviselőt sikerült a maga oldalára állítania, így 630-ból 406 képviselő La Fayette mellett szavazott.
Az ülésről távozóban Vaublanc-t és vagy harminc képviselőtársát megfenyegette és inzultálta a vitához asszisztáló, felhergelt tömeg. Közülük néhányan a királyi palotaőrségnél kerestek menedéket, ahonnan az ablakokon keresztül távoztak. Hippolyte Taine így ír erről: „Ami La Fayette legfőbb védelmezőjét, a háromszor is megtámadott de Vaublanc urat illeti, ő volt olyan elővigyázatos, hogy nem tért haza; néhány fékevesztett azonban megtámadta a házát, azt kiabálva, hogy nyolcvan polgárnak kell pusztulnia a kezeiktől, és neki először. Tizenkét férfi felment a lakásába, azt mindenütt átkutatták, majd folytatták a keresést a szomszéd házakban; mivel azonban őt magát nem tudták elkapni, a családját kezdték keresni, és tudatták vele, hogy ha hazatér, lemészárolják.” Ennek következtében Vaublanc augusztus 9-én követelte a „föderáltak” és a „marseille-iek” elbocsátását, azonban a nemzetgyűlés többsége elutasította.

Jean Duplessis-Bertaux: A Tuileriák elfoglalása 1792. augusztus 10-én (versailles-i kastélymúzeum)

#### 1792. augusztus 10.
1792. augusztus 10-én a tömeg ismét megrohanta a Tuileriákat, és ezúttal bekövetkezett a monarchia bukása. Miközben a nemzetgyűlés felett a párizsi forradalmi kommün vette át a hatalmat, Vaublanc fiákeréből segédkezett XIV. Lajos szobrának ledöntésénél a mai place Vendôme helyén. Követelte, hogy a nemzetgyűlés költözzön át a királypárti Rouenba, hogy megszabaduljon a forradalmi nyomástól. Ugyanekkor egy merényletkísérletet is túlélt, hála a napóleoni időkben tábornoki rangra emelkedő Louis Bertrand de Sivray kapitány karddal való közbeavatkozásának. Szemtanúja volt a Tuileriákból menekülő királyi család érkezésének, ami a nemzetgyűlésben remélt menedékre lelni.

### Proskripció a terror és a konvent idején (1792–1795)

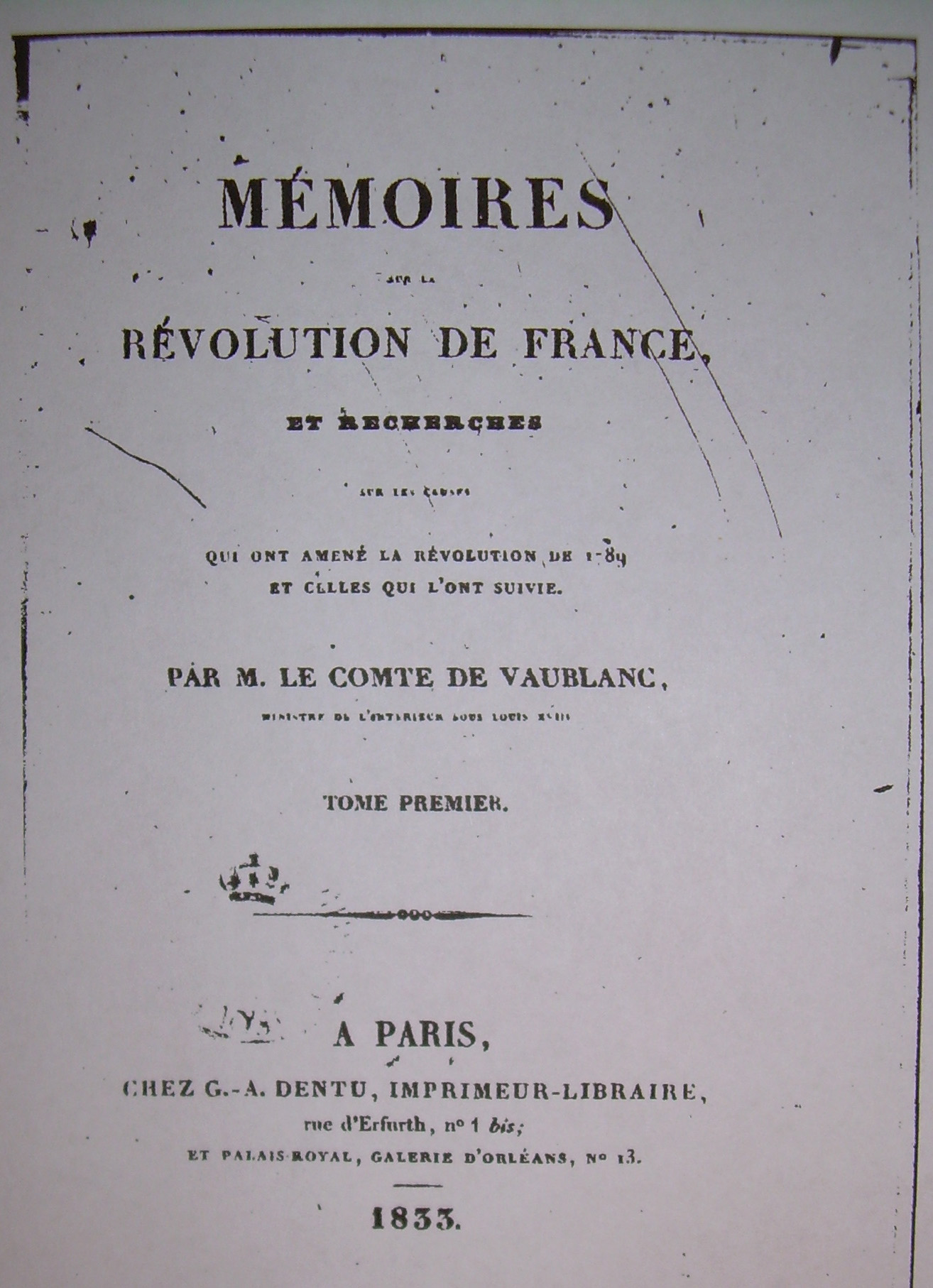

Augusztus 10-én éjszakára a nemzetgyűlési jegyzőnél, Camus-nél kellett menedéket keresnie, majd néhány napra rá a rue Neuve Saint Eustache-on levő Hôtel de Strasbourg-ba költözött. 1792. szeptember 3-án kiáltozást hallott a szálló udvarában, és azt hitte, hogy elárulták, ám valójában a Lamballe hercegné fejét lándzsára tűzve hordozó tömeg zaja volt az.
A „Közjóléti Bizottságok” és a frissen felállt Konvent kiadtak egy rendeletet, melyben törvényen kívül helyezték Vaublanc-t, és a párizsi proskripciós listákra is felvették a nevét. Emiatt menekülnie kellett a városból, és először Normandiába menekült, ahol találkozott családjával, majd bélombres-i, Melun melletti házába húzódott vissza, ahol hónapokon át elzárkózva élte életét. Itt jutott tudtára többek között az is, hogy a Gorsas című lap szerint azok közé tartozik, akik „300 000 frankot kaptak a királynétől a provence-i ellenforradalom megszervezésére”, és hogy „titokban találkozott vele”.
A gyanúsak törvényét 1793. szeptember 17-én szavazták meg, és Vaublanc neve is szerepelt köztük. Egy forradalmi különítmény érkezett háza átkutatására, így elindult, hogy megkezdje „hosszú futását”. Gyalogszerrel vándorolt fogadóról fogadóra, és nagy szerencséjére sikeresen tudta rejtegetni félelmét, amikor a helyi ellenőrzőbizottságoknál be kellett mutatnia papírjait.
Eközben Mária Antónia királyné október 14-én és 16-án zajló perében neve megjelent a vádlottak között François Jaucourt-éval egyetemben.
Vaublanc úgy döntött, hogy délnek indul, Bordeaux felé, de a Konventet képviselő Tallien félelmetes uralmáról értesülve irányt változtatott. Poitiers-ba, majd La Rochelle-be ment, ahol egy hónapig bújkált. Hogy elkerülje, hogy besorozzák a nemzeti gárdába, ahol félő volt, hogy felismerik, gyógykezelésre küldette magát Gers megyébe, Castéra-Verduzan városába, és a színlelt betegség iránti gyanakvást úgy altatta el, hogy rendszeresen megszúrkálta az ínyét, így imitálva a „gyógyíthatatlan skorbut” tüneteit.
Castéra-Verduzanban értesült Robespierre thermidor 9-én (1794. július 27.) bekövetkezett bukásáról, de még így is négy hónapot kellett várnia, mire a családja elérte, hogy levegyék nevét a proskribáltak listájáról, és visszatérhessen Párizsba.

### Ellenforradalmi aktivista aDirektóriuméveiben (1795-1799)

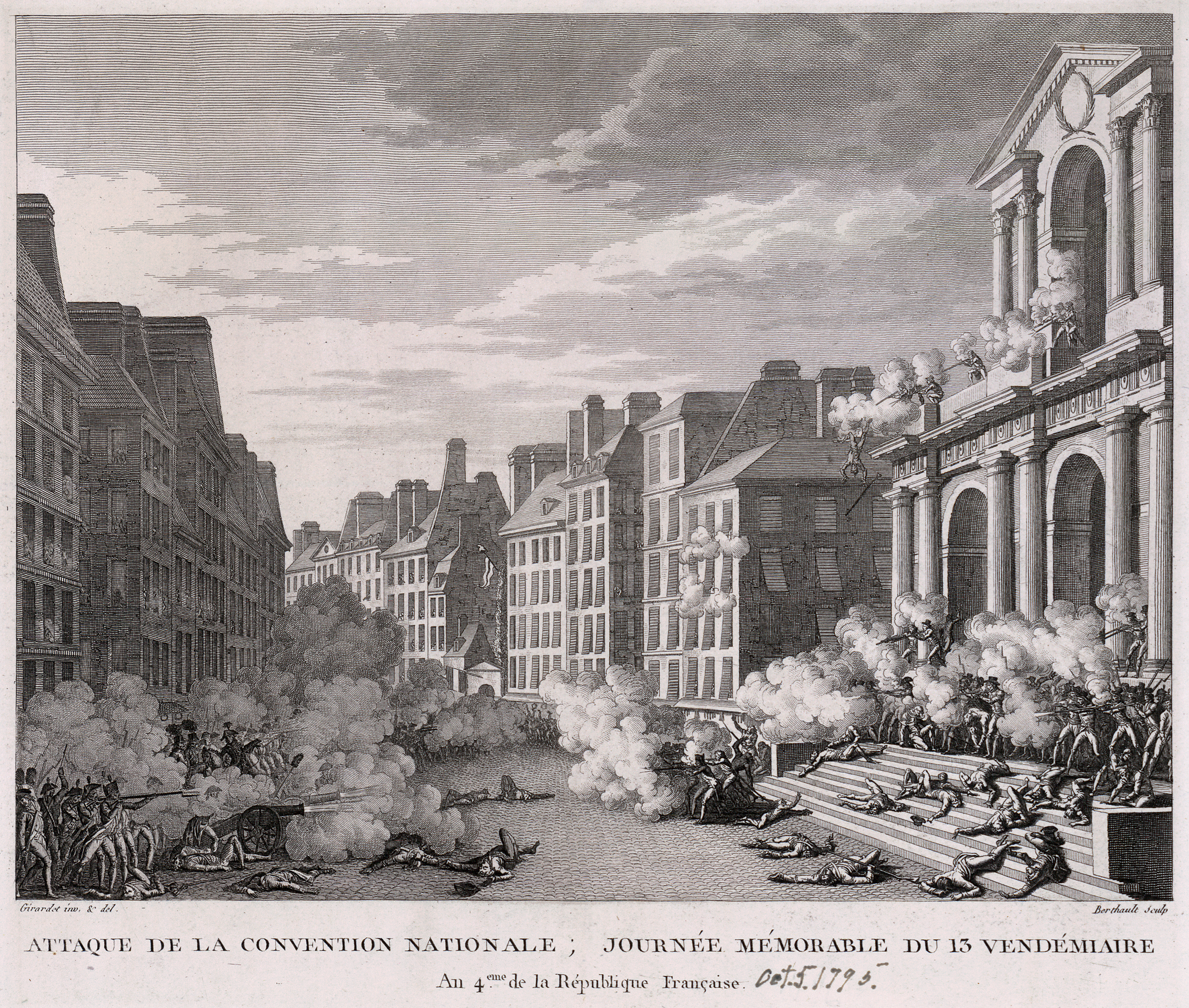
«Attaque de la Convention nationale. Journée mémorable du 13 vendémaire. An 4e de la République française.»
Eau-forte de Pierre Gabriel Berthault d'après Abraham Girardet (1795).

1795 tavaszán visszatérvén névtelenül, Louis-Philippe de Ségur álnév alatt megjelentette a Réflexions sur les bases d'une constitution par le citoyen *** („Reflexiók egy alkotmány alapjairól *** polgártárs által”) című munkáját, amit barátja, az akkor Konvent-képviselő Jean-Baptiste-Marie-François Bresson mutatott be, aki utasított a szöveg kiadására. Ebben a munkában kétkamarás országgyűlés létrehozását javasolta, ellentétben a Konvent egykamarás berendezkedésével, ami Vaublanc szerint a terror egyik oka volt, és amelynek 1793-as alkotmányát kritizálta. Egyúttal javasolta, hogy a végrehajtói hatalom élére nevezzenek ki egyetlen embert hatékonyságnövelési célzattal – azaz szembehelyezkedett a Direktórium ötfős vezetésével.
A könyvecske megjelenését követően a Pierre Daunou és François-Antoine de Boissy d’Anglas vezette bizottság, melynek feladata a direktórium alkotmányának kidolgozása volt, meghívta, hogy nyilvánítson véleményt, ám Vaublanc ezt megtagadta. Javaslatait azonban részben megfogadták, mert a francia történelem során először kétkamarás törvényhozás állt fel október 26-án (részei: Vének Tanácsa, Ötszázak Tanácsa).
Eközben Vaublanc az ún. kétharmados rendelettel szembehelyezkedve Antoine Chrysostome Quatremère de Quincy oldalán aktív szerepet játszott a Konvent helyettesítésére létrehozott központi bizottság tagjaként a IV. vendémiaire 13-án zajló királypárti felkelésben (1795. október 5.). Ekkor tapasztalta meg először a royalistákat leverő Napoléon Bonaparte tábornok képességeit.
Október 17-én, a Poissonnière-negyed királypárti csoportjának vezetője lévén, a Lostange tábornok vezette, Théâtre-Français-ban székelő katonai bizottság távollétében halálra ítélte. Az ítélet ismét rejtőzködésre kényszerítette Vaublanc-t, aki Sophie Cottinnél, Bresson feleségének barátnőjénél kapott menedéket. Kényszerű elzárkózása idejét ismét régi szenvedélyének, a rajzolásnak szentelte.

Néhány nappal korábban a Konvent kiírta az új választásokat, és összehívta az elektori kollégiumokat. A választás királypárti többséget juttatott mind a felsőházba, mind az Ötszázak Tanácsába. Vaublanc-t október 15-én az Ötszázak Tanácsának képviselőjévé választották Seine-et-Marne megyében. Meg kellett várnia, hogy alkotmányellenesnek mondott elítélését barátai, Desfourneaux és Pastoret eltöröljék, amit az egyenlők összeesküvése által Nemzetgyűlésben keltett félelem 1796 augusztusában megkönnyített. 1796. szeptember 2-án mondta híres esküjét: 

„Gyűlöletet esküszöm a királyság és az anarchia ellen!”

 Egy anekdota szerint az egyik hegypárti asszisztens bekiabált neki: „Hangosabban!” Mire Vaublanc így szólt: „Maga pedig halkabban!”

#### A rabszolgák felszabadítása ellen
Vaublanc-t mélyen megrázták a Santo Domingó-i lázongások és a telepesek menekülése a terror idején, ezért clichien társaival, Louis Thomas Villaret de Joyeuse-zel, Barbé-Marbois-val és François-Louis Bourdonnal 1796 vége és 1797 tavasza között amellett foglaltak állást, hogy vissza kell állítani a rabszolgaság eltörlése előtti gyarmati rendet. Együtt igyekeztek megingatni Léger-Félicité Sonthonax-t, de e kérdésben szembeszegült velük Joseph Eschassériaux.
1797. május 29-én az ötszázak előtt tartott beszédében nagy vehemenciával ítélte el a Santo Domingó-i helyzetet, amit a feketék szabadságának tulajdonított. Barras, a rezsim erős embere Emlékirataiban azt írja róla, hogy ugyanúgy vélekedtek a Santo Domingó-i gyarmatról.

#### A királypárt élén
Az V. év választásain, 1797 májusában, a kamarák harmadának megújulásakor a királypártiak javára fordult a szerencse: mindkét tanácsban többségbe kerültek. Így 1797. május 20-án (V. prairial 20.) Jean-Charles Pichegru-t választották az Ötszázak Tanácsának elnökévé, és François Barbé-Marbois-t a Vének Tanácsa élére. Vaublanc-t az Ötszázak Tanácsa hivatalának tagjává nevezték ki. Ugyanezen a napon a törvényhozói testület leváltotta a korábban sorsolással választott republikánus direktort, Le Tourneurt, akit a mérsékelt királypárti François de Barthélemyvel, Franciaország svájci nagykövetével váltottak fel. Vaublanc a kinevezés ellen szavazott, jómaga ugyanis a szilárdságáról ismert de Beurnonville tábornokot támogatta.
Az új többség támogatta a sajtószabadságot, mivel lehetővé tette a Direktórium szabad támadását. Ettől kezdve a clichyi klub, melynek Vaublanc egyik illusztris tagja volt, irányította mindkét tanácsot, és közvetlen fenyegetést jelentett a Direktóriumra nézve. Vaublanc-t kinevezték a clichyiek felügyelőbizottságába Pichegru, Isidore-Étienne Delarue, Antoine Claire Thibaudeau és Émery abbé mellé, hogy rendet tartson és felügyeljen a biztonságra a tanácsokban; ezáltal felhatalmazást nyert arra, hogy a tanácsi törvényszolgáknak parancsoljon.
A sarokba szorított Direktórium ellentámadást indított: Párizs felé indította Sambre-et-Meuse 80 000-es hadseregét Hoche vezetésével. Ugyanekkor Vaublanc kérte a Direktóriumtól a klubok – köztük a jakobinus klub – felfüggesztését, mire július 24-én ideiglenesen betiltották azokat. A salmi klub azonnal feloszlott, a clichyi titokban Gilbert Desmolières-hez tette át a székhelyét, a Vendôme tér 12 szám alá, ahol a royalisták minden este összeültek szeptember 4-éig.
1797. július 16-án a tanácsok nyomása alatt a három republikánus direktor, Barras, Reubell és La Reveillière-Lépeaux kormányátalakítás mellett döntött a királypártiak ellenében. Vaublanc és kollégája, Louis Thomas Villaret de Joyeuse admirális más clichienekkel együtt szeptember 3-án közel állt hozzá, hogy puccsot hajtson végre a republikánus triumvirátus ellen. Tervükbe Lazare Nicolas Marguerite Carnot direktort is bevonták, aki meggyőzte Pichegru tábornokot is a részvételről. Vaublanc feladata az volt, hogy szeptember 4-én az ötszázak előtt tartson vádbeszédet a három republikánus direktor ellen; eközben Pichegru-nek a törvényhozó testület gárdája élén le kellett volna tartóztatnia a direktorokat.
Balszerencséjükre az itáliai hadsereg főparancsnoka, Napoléon Bonaparte tábornok elfogott egy royalista ügynököt, Louis-Alexandre de Launayt, Antraigues grófját, akinek dokumentumok voltak a birtokában a szervezkedésről és Pichegru árulásáról. Bonaparte így Charles Pierre François Augereau tábornok hadseregét Párizsba küldte, ahol kiplakátoltatta Pichegru árulását az utcákon. Így végződött szeptember 4-én az V. fructidor 8-i puccs: a főszervezőket vagy letartóztatták és Guyanába száműzték (Barthélémy és Pichegru járt így), vagy elmenekültek, ahogy Carnot és Vaublanc. Ez utóbbi Rochambeau közreműködésével egy fiákerben kiszökött a statárium alatt álló Párizsból, és különféle álruhákban Svájcon át Itáliába menekült Pastoret barátjával.

### Átállása Napóleonhoz
Bonaparte brumaire 18–19-i államcsínye 1799. november 10-én életre hívta a Konzulátust. Az ez alkalomból kiadott dekrétum lehetővé tette a proskribáltak hazatérését. Vaublanc is visszatért, és bemutatták a tábornoknak.

#### Törvényhozási képviselőség
1800-ban Vaublanc-t a konzervatív szenátus Calvados képviselőjévé választotta a háromszázas törvényhozásba, ahol questeuri feladatokat kapott öt évre. Feladatául kapta egyebek mellett egy jelentés megírását az élethossziglani konzulátusról. A Bonaparte iránt érzett megbecsülése és hálája azért, mert „helyreállította a rendet Franciaországban és véget vetett a papok üldözésének”, jól látható ekkoriban elhangzott megnyilvánulásaiban. Ezek egyikét törvényhozási képviselőként X. floréal 24-én mondta a konzuloknak az első konzult dicsőítve; ugyanez tűnik ki az immár I. Napóleonként önmagát császárrá tevő hadvezérről 1805. január 13-án mondott beszédéből, amit annak alkalmából mondott Jean-Pierre Louis de Fontanes-nal, a törvényhozás hivatalban lévő elnökével, hogy a törvényhozó testület előcsarnokában felállították a császár márványszobrát, tisztelegve a Code Civil megalkotója előtt.
1803. április 21-étől május 7-éig a törvényhozó testület elnöke volt. 1804. november 4-én VII. Piusz pápa Párizs felé utazva Napóleon koronázására, megszállt Vaublanc montargis-i házában.

#### Moselle prefektusa (1805–1814)
Amikor képviselőtestületi mandátuma 1805-ben lejárt, Seine-et-Marne megye elektori kollégiuma jelöltként indította, de a szenátus nem fogadta vissza. Az újonnan kialakított közigazgatási és territoriális szervezet iránt érdeklődő Vaublanc egy prefektúrát kért és kapott: 1805. február 1-jén kinevezték Moselle megye prefektusává. Elöljáróként Metz volt a székhelye, és egészen 1814-ig töltötte be megbízatását. Odette Voillard szerint „ a legjobb viszonyt ápolta a vidék notabilitásaival. Az elegáns, lóháton megyéjét járó úriember jellemzően a régi társadalom legfőbb családjait helyezte vissza a vezető pozíciókba.”
Napóleon, hogy megköszönje ügybuzgalmát, ebben az időszakban kegyekkel halmozta el. Megkapta a Becsületrend parancsnoki fokozatát; 1809. november 28-án birodalmi lovag, ugyanez év december 19-én pedig egy pátens révén birodalmi báró lett, majd 1810. július 17-én hannoveri majorátust kapott. Végül, 1813-ban a birodalom grófja lett, ám ez utóbbi címét nem erősítette meg pátens, így elméletileg nem volt örökíthető. Vaublanc ettől függetlenül használta a grófi címét, és utóbb abban sem akadályozta meg, hogy unokája, Adolphe de Segond javára ruházza át.
1812 júniusában találkozott Metzben a császárral, ahol kifejtette ellenvéleményét a császár tervezett oroszországi hadjáratával kapcsolatban, de az nem hallgatta meg. Az 1813-as franciaországi hadjárat és a lipcsei vereség után sebesült katonák tömegei lepték el székvárosát, ami tífuszjárványhoz vezetett. A prefektus maga is elkapta a betegséget, amit alig élt túl. 1814-ben lelkesen nyitotta meg Metz kapuit a koalíciós seregek előtt.

### XVIII. Lajos mellett

#### Az első restauráció és a száz nap
Átállása következtében megtarthatta moselle-i prefektúráját, sőt 1814. augusztus 23-án előléptették a Becsületrend tisztjévé. Napóleon száznapos visszatérésekor Metz katonai parancsnokával, Nicolas Charles Oudinot-val megpróbálta megőrizni a várost XVIII. Lajos számára és megakadályozni a bonapartista toborzást. Végül Davout letartóztatási parancsot adott ki ellene a Le Moniteur Universel című lapban, mire Luxemburg felé menekült, hogy csatlakozzon a Gentben rejtőzködő királyhoz.
Állítólag a Metzben letartóztatására küldött tisztnek azt mondta: „Nyugodjék meg felőlem. De magára is gondolnia kell: nem szabad, hogy meglássák a prefektúra nagy udvarán keresztül távozni.” Vaublanc ezután kivezette egy oldalkapun, mielőtt lovon elmenekült volna.
Gentbe érkezve találkozott Chateaubriand-nal, aki így ír róla a Síron túli emlékiratokban : „M. de Vaublanc és M. Capelle csatlakozik hozzánk. Előbbi azt mondta, minden az irattárcájában van. Montesquieu-re vágyik? Íme. Bossuet-t szeretne? Parancsoljon.” Artois grófjának közvetítésével több memorandumot intézett a királyhoz az ország állapotáról, és megjósolta neki, hogy kevesebb, mint két hónapon belül visszatér.
A második restauráció idején hűségéért Lajos államtanácsossá nevezte ki, 1815. december 27-én pedig a Becsületrend főtisztjévé lépett elő. 1815. július 12-én XVIII. Lajos Bouches-du-Rhône prefektusává nevezte ki, és feladatául kapta 5-600 Marseille-ben fogva tartott bonapartista kiszabadítását (a város ugyanis ekkor angol megszállás alatt állt, és előfordultak benne a bonapartisták elleni vérengzések).

#### Ultraroyalista belügyminiszter
Hogy feledtesse bonapartista múltját, az ultrák pártjának egyik legtevékenyebb vezetőjévé vált.
Victor Hugo A nyomorultak című regényében azzal gúnyolja, hogy belügyminiszterként leszedette a párizsi hidakról az N betűket, köztük a Iéna hídról is. 1815. szeptember 26-án barátja, az artois-i gróf – a későbbi X. Károly – támogatásával Armand Emmanuel du Plessis de Richelieu herceg kormányában belügyminiszterré nevezték ki. Az új tanácselnök késlekedett a kinevezés bejelentésével, de Vaublanc viszont a hír ismeretében sietett elfoglalni a minisztériumát. Vaublanc kinevezése jól mutatja, hogy Artois grófjának milyen nagy befolyása volt fivére kormányaiban. A gróf afféle ellenudvart is tartott a Marsan-pavilonban, miközben az abszolutizmus restaurálásán és a forradalom vívmányainak eltörlésén munkálkodott. Rudolf von Thadden kortárs német történész szerint, aki Martignac vikomt 1829. április 2-ai beszédére támaszkodik, Vaublanc inkább köszönhette kinevezését a múltjának, mintsem tehetségének. Emmanuel de Waresquiel és Benoit Yvert még tovább megy, és már-már ostobaságszámba menő hozzá nem értéséről beszél.
Vaublanc olyan szenvedélyes ellenforradalmiságról és ultraroyalizmusról tett tanúbizonyságot miniszterként, hogy még a király is azt mondta róla, hogy eltökéltsége lélegzetelállító. A pecsétőr egy javaslatára, ami a prévôt-bíróságok visszaállításáról szólt a páratlan kamara, azaz az országgyűlés előtt, Vaublanc felszólalva így kiáltott: „Franciaország a királyát akarja!”. A bejelentés nagy ovációt eredményezett, a képviselők és a tribünökön jelenlévők felpattanva válaszolták: „Igen, Franciaország a királyát akarja!”. 1815. október 2-án körlevelet írt a prefektusok számára, emlékeztetve őket feladatuk prioritásaira a fehérterrortól terhes időkben: „Helyezzék legelőre feladataik közül a rend fenntartását (...) az éberség megelőzi a rendbontást és feleslegessé teszi az erő alkalmazását.” A megyei elöljárók közül huszonkettőt mozdított el vagy váltott le, így minisztersége végére nem maradt egy olyan prefektus sem hivatalban, aki a napóleoni száz nap alatt szerepet vállalt. November 18-án aláírt egy rendeletet, amely a nemzeti gárda vezérkarát egy háromfős felügyelőbizottsággal váltotta fel, ami a főparancsnok – Artois grófja – tanácsadó testületeként szolgált. Ez a rendelet elvette a többi miniszter beleszólási jogát ez utóbbiak kinevezésébe, ami lehetővé tette az ultrák számára, hogy beférkőzzenek a testületbe. Egy 1816. január 13-án kiadott rendeletével két évvel megkurtította a polgármesterek és helyetteseik hivatali idejét, amit így indokolt a prefektusok számára: „Ezen megújítás révén el kell távolítaniuk azon polgármestereket és helyetteseket, akik hivatalos visszahívás híján az önök számára alkalmatlanoknak tűnnének.”
Ellenjegyezve az 1816. március 21-ei rendeletet, részt vállalt az Institut de France ellentmondásos újjászervezésében Jean Baptiste Antoine Suard, a Francia Akadémia örökös titkára levele nyomán, amelyben az így írt: „Nem győzöm önöket emlékeztetni, hogy itt egyfajta forradalmi szellemiség jelentkezik, amelynek hatását sürgősen meg kell állítani bizonyos önök által hozandó statútumok bölcs előrelátásával.” Ezek lehetővé tették számára, hogy a tizenegy akadémikusból közvetlenül ő nevezhessen ki kilencet.

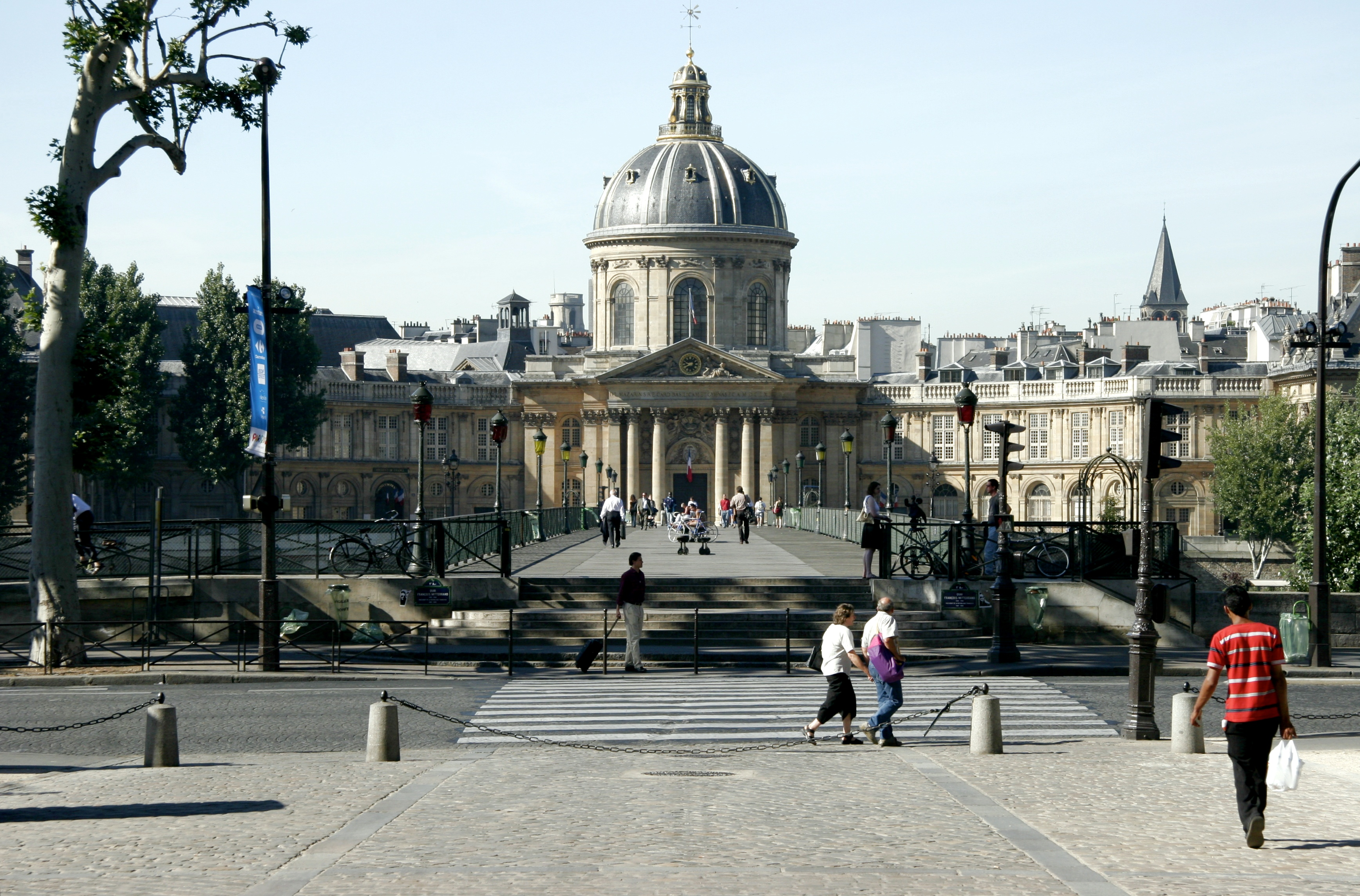
Az Institut de France, a Francia Akadémia székhelye

Az akadémia „királyi jóakaratnak” történt ilyetén alávetését változatosan értékelték. A liberálisok megrótták miatta Vaublanc-t, különösen mivel Antoine-Vincent Arnault-t Richelieu herceggel, Pierre Louis Roederert Lévis herceggel, Charles-Guillaume Étienne-t pedig Choiseul-Gouffier gróffal váltották fel, akik nem rendelkeztek jelentős irodalmi munkássággal. A belügyminiszter az ügy kapcsán kapta az „irodalom Maupeou-ja” gúnynevet, utalva XV. Lajos reformer kancellárjára. Hasonlóan tisztogató szellemiség jellemezte azon javaslatát, hogy Chateaubriand kapjon egy saját szépművészeti minisztériumot, de ezt Richelieu herceg miniszterelnök megakadályozta. 1816. április 6-án beválasztották a Szépművészeti Akadémia tagjai közé, ahonnan Jacques-Louis Davidot, a híres festőt szorította ki.
Belügyminiszterként neki kellett előállnia az új választási törvénnyel. Vaublanc meggyőződés nélkül azt javasolta az 1814-es charta 37-es cikkelye alapján, hogy a kamara ötöde minden évben újuljon meg egy kétszintű választási rendszerben, ami a testületben a royalistáknak kedvezett. A tervet 89:57 arányban leszavazta a megyei küldöttek kamarája 1816. április 3-án. A testület a lehető leghosszabb ideig óhajtott hatalomban maradni, ezért előállt egy olyan javaslattal, amelyben ötévenkénti általános újraválasztás szerepelt. Ezt a kormány utasította el, Franciaország így választási törvény nélkül maradt.
Április 10-én a teljes minisztertanács előtt Élie Decazes rendőrminiszter interpellációt intézett ellene: „Ön csupán Artois grófjának minisztere, és hatalmasabb akar lenni a király minisztereinél!” Vaublanc így válaszolt: „Ha hatalmasabb lennék önnél, hatalmamat arra használnám, hogy megvádoljam árulással, mivel Ön, Decazes úr, a király és az ország árulója!”. A Franciaországot még mindig megszállás alatt tartó szövetségeseket aggodalommal töltötték el a francia kormányon belül jelentkező összetűzések. A párizsi orosz nagykövet, a korzikai Pozzo di Borgo egyenesen Vaublanc-t okolta ezekért: „A rendetlenség fő forrásainak egyike a minisztérium heterogén felépítése volt; a belügyminisztérium elszakadása megbénította a hatalom minden erejét és a Korona kamarákra gyakorolt hatását.”
A belügyminiszter Richelieu–Decazes párossal folytatott rivalizálása, valamint előbbinek Artois grófjával ápolt szoros kapcsolatai az április 10-ei kirohanással és Vaublanc királyhoz intézett, „eltökéltebb, szilárdabb fellépés nélkülözhetetlen szükségességét” hangsúlyozó memorandumával párosulva megalapozták a bukását. Richelieu herceg azzal vette rá a királyt a visszahívására, hogy saját lemondását helyezte kilátásba ellenkező esetben. A király végül megadta magát, a rendelkezés aláírása pedig vígjátékba illően ment végbe Louis-Mathieu Molé tanúsága szerint. Vaublanc május 8-án távozott posztjáról, Utódja Joseph Henri Joachim Lainé lett. Kárpótlásul tiszteletbeli államminiszteri címet kapott és a magántanács tagja lett, Artois grófját kiengesztelendő pedig egyúttal az igazságügyi minisztert, François Barbé-Marbois-t is lemondatták.

### Képviselősége, visszavonulása és halála
1820. november 13-án Calvados megyei testülete a törvényhozás ötödének megújításakor képviselővé választotta, 1821. október 10-én és 1824. március 6-án pedig újraválasztották. Az 1822-es ülésszak során a testület egyik alelnöke volt. 1820-1830-tól Guadeloupe szigetét képviselte a király kormányzata előtt, lévén egy cukorgyár társtulajdonosa a guadeloupe-i Basse-Terre parókia területén. Ilyen minőségben számos változtatást sürgetett a bíráskodási rend és a gyarmatok igazgatása terén, így pl. a raktárlétesítést.
Képviselőtársai közül François Régis de La Bourdonnais breteche-i gróf és de Vitrolles báró társaságában ő irányította az ultraroyalista sajtó egy részét, így a La Quotidienne és a Le Drapeau Blanc című lapokat.
1823 januárjában támogatta a spanyolországi intervenciót, és a Macdonald marsall irányítása alatt álló vizsgálóbizottság tagja lett, amelynek feladata az elkövetett visszaélések felderítése volt. 1827-ben nem választották újra, de 1830. július 25-én ismét az államtanács tagja lett azzal az írásba adott ígérettel, hogy X. Károly pairré emeli; ekkor azonban a júliusi forradalom megbuktatta a királyt. Utódja, Lajos Fülöp alatt az idős Vaublanc visszavonult a közélettől, és látása megromlásáig emlékiratain dolgozott. Nyolcvankilenc éves korában, 1845. augusztus 21-én halt meg párizsi házában.

## Művei
- 1792 – Rapport sur les honneurs et récompenses militaires, le 28 janvier 1792, fait à l'Assemblée nationale, au nom du Comité d'instruction publique („Jelentés a katonai kitüntetésekről és jutalmakról 1792. január 28-án, a Nemzetgyűlésben, a Köznevelési Bizottság nevében”). Internetes elérhetőség:
- 1795 – Réflexions sur les bases d'une constitution par le citoyen *** („Reflexiók egy alkotmány alapjairól *** polgártárstól”). Párizs, Imprimerie nationale, III. év prairial (1795 április-május). Louis-Philippe de Segur álnéven.
- 1804 – Rivalité de la France et de l'Angleterre: depuis la conquête de l'Angleterre par Guillaume, duc de Normandie, jusqu'à la rupture du Traité d'Amiens par l'Angleterre („Franciaország és Anglia viszálya: Anglia Vilmos normandiai herceg általi meghódításától az amiens-i béke Anglia általi felrúgásáig”). Párizs, Bernard-nál.
- 1818 – Tables synchroniques de l'histoire de France („Szinkron táblázatok Franciaország történelméről”)
- 1819 – Le dernier des Césars ou la chute de l'Empire romain d'Orient („Az utolsó Cézár, avagy a Kelet-római Birodalom bukása”; vers 12 énekben)
- 1822 – Du commerce de la France en 1820 et 1821 („Franciaország kereskedelméről 1820-ban és 1821-ben”) Párizs, J-C Trouvé-nál Goujonnál
- 1828 – Des administrations provinciales et municipales (A tartományi és városi igazgatásról). Internetes elérhetősége:
- 1833 – Mémoires sur la Révolution de France et recherches sur les causes qui ont amené la Révolution de 1789 et celles qui l'ont suivie („Emlékiratok Franciaország Forradalmáról és vizsgálódások az 1789-es Forradalomhoz vezető okokról és az azt túlélőkről”; 4 kötet). Internetes elérhetőségei: ,  és
- 1833 – Essai sur l'instruction et l'éducation d'un prince au XIXeme siècle, destiné au duc de Bordeaux. („Értekezés egy 19. századi herceg neveléséről és oktatásáról, Bordeaux hercegének”)[68]
- 1838 – Fastes mémorables de la France (Franciaország emlékezetes böjtjei)
- 1839 – Souvenirs (2 kötet, Emlékek), Paris, Ponce Lebas & Cie-nél
- 1839 – Soliman II, Attila, Aristomène. (recueil de tragédies, tirés à 200 exemplaires).[69]
- 1843 – De la navigation des colonies
- Un an sur la grand'route („Egy év a nagy úton”) Montsouris-nál
- Le courage des françaises („A franciák bátorsága”)